# Буланаш
Булана́ш (рос. Буланаш) — селище у складі Артемовського міського округу Свердловської області.
Населення — 12504 особи (2010, 13274 у 2002).
До 12 жовтня 2004 року селище мало статус селища міського типу.